# アフガニスタン・イスラム統一党
アフガニスタン・イスラム統一党（ アフガニスタン・イスラムとういつとう）は、アフガニスタンの政党である。国内のシーア派、特にハザーラ人の利益を代表し、イラン型のイスラム国家の建国を目的とした。ヘズベ・ワフダート（Hizb-e Wahdat）の名でも知られている。

## 概要
イスラム統一党は、1990年、シーア派政党の同盟として、イラン領内で創設された。初代党首には、アブドゥルアリー・マザーリーが就任した。同党の創設には、オリ＝エスラム・モルタザビ師を始めとするイランの宗教・政治活動家が後援した。
1993年、イスラム統一党に、特務機関「リエサテ・アムニヤテ・イスラーミー・ヒズベ・バフダト」が設置され、バルフ州支部長のムハンマド・モハッケクがこれを指揮した。
1996年12月、ターリバーンにより党首マザーリーが殺害された後、同党はイランで活動するムハンマド・アクバリー派と、アフガニスタンで活動するカリーム・ハリーリー派に分裂した。
1998年秋にハリーリーがイランに移った後は、モハッケクがアフガニスタン領内の軍事・政治機構を指揮し、バーミヤーン、グルバンド峡谷、バルフ及びサマンガーンで活動した。
2001年、モハッケクは、イスラム統一党から脱党し、アフガニスタン国民イスラム統一党（ヒズベ・ワフダーテ・イスラーミーヤ・マルドメ・アフガーニースターン）を創設した。